# Fannia grandicornis
Fannia grandicornis är en tvåvingeart som beskrevs av Xue och Zhang 2005. Fannia grandicornis ingår i släktet Fannia och familjen takdansflugor.
Artens utbredningsområde är Gansu (Kina). Inga underarter finns listade i Catalogue of Life.